# Křemení
Křemení je malá vesnice, část obce Chotýšany v okrese Benešov. Nachází se asi 1,5 km na západ od Chotýšan. Prochází zde silnice II/112. V roce 2009 zde bylo evidováno 18 adres.
Křemení leží v katastrálním území Chotýšany o výměře 6,7 km².

## Historie
První písemná zmínka o vesnici pochází z roku 1844.

## Další fotografie

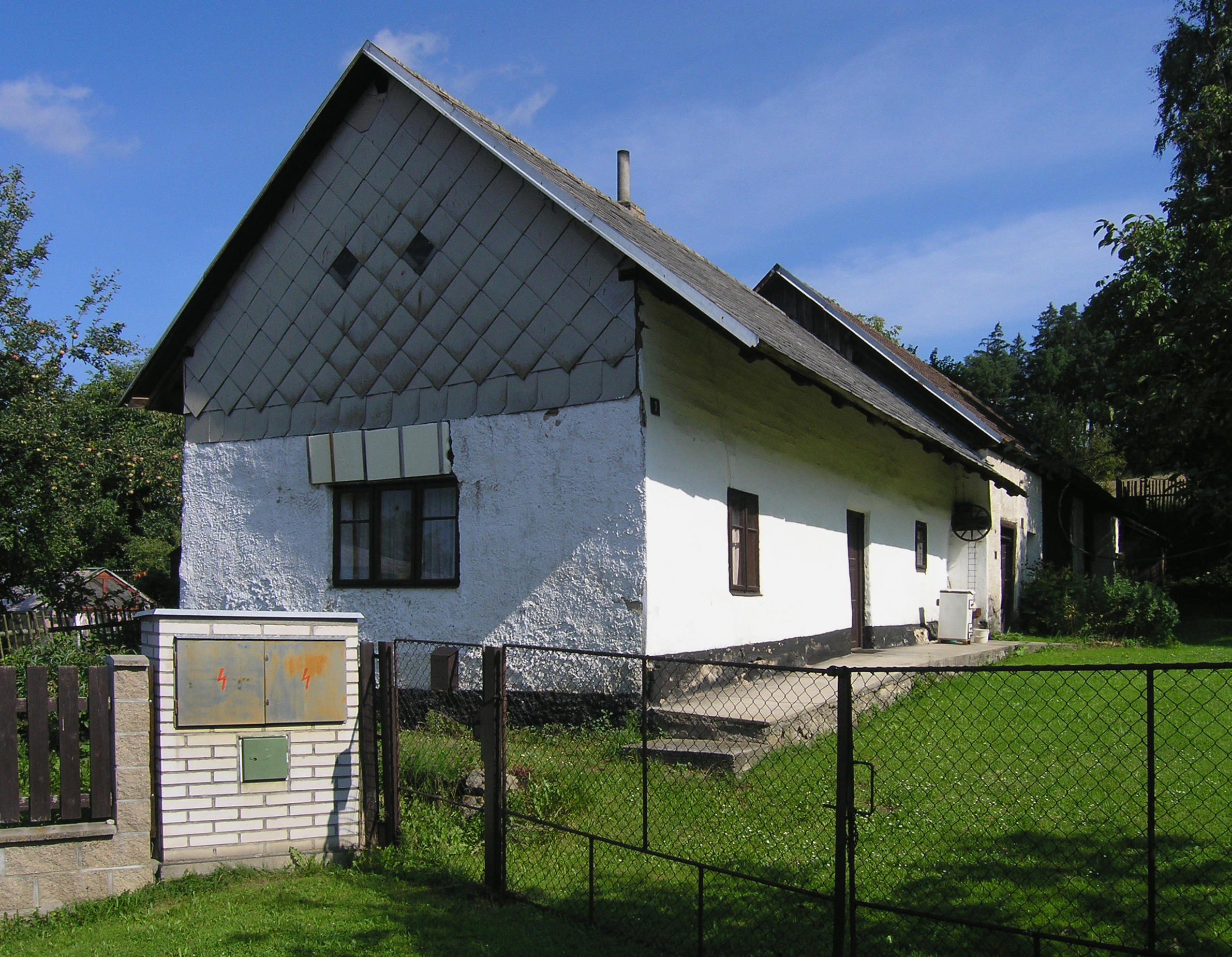
Chalupa ve středu Křemení
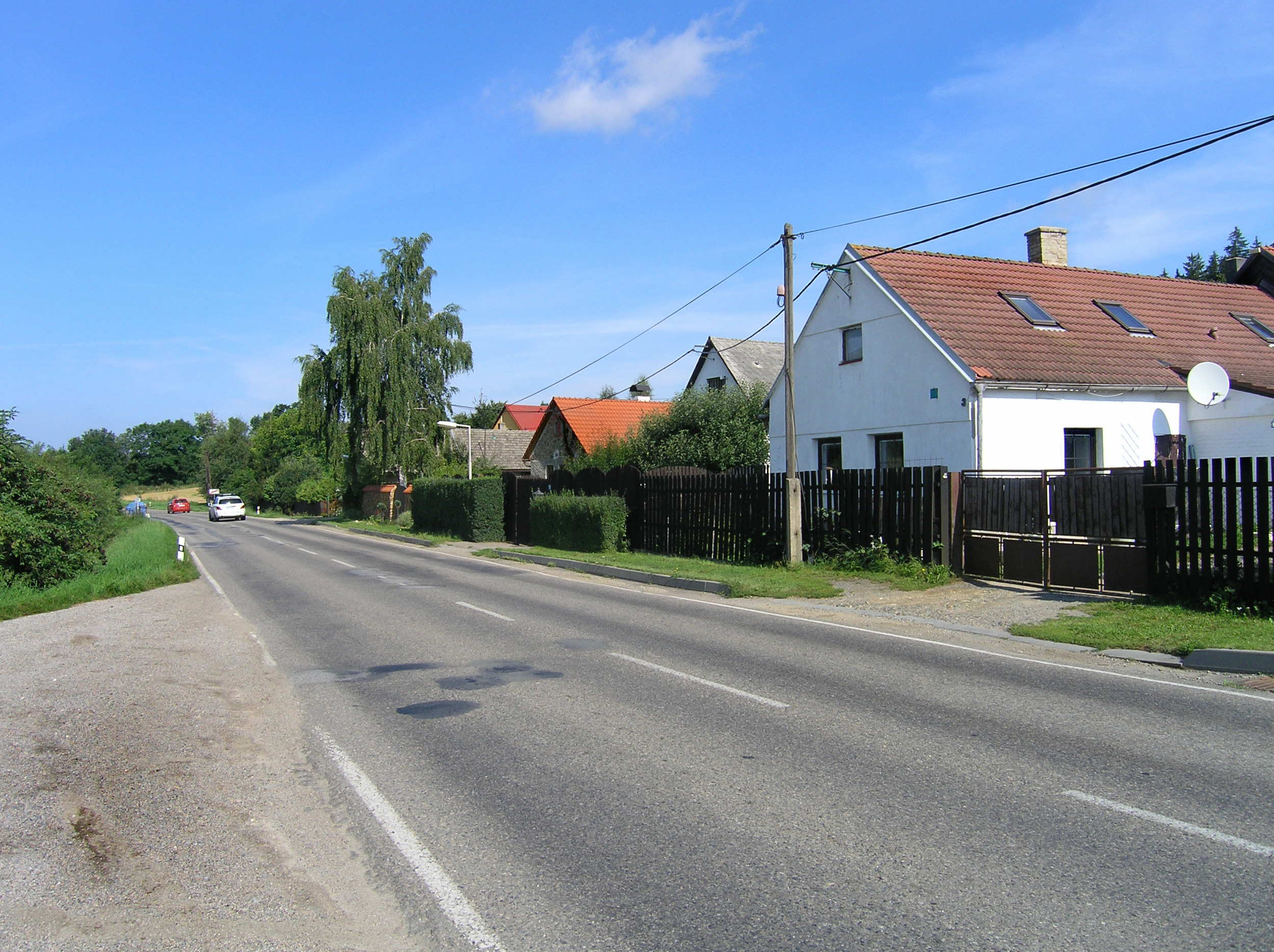
Křemení u silnice II/112